# Nao Eguchi
Nao Eguchi (江口 直生 Eguchi Nao?, Osaka, 22 de marzo de 1992) es un futbolista japonés que juega como centrocampista en el Kamatamare Sanuki.

## Trayectoria

### Clubes
| Club              | País  | Año       |
| ----------------- | ----- | --------- |
| Ehime FC          | Japón | 2014-2016 |
| Blaublitz Akita   | Japón | 2017-2022 |
| Kamatamare Sanuki | Japón | 2023-     |